# HMS Superb (1875)
«Суперб» — броненосець, сконструйований сером Едвардом Рідом для ВМС Османської імперії та побудований у Великій Британії на Thames Ironworks під назвою «Гамідіє». Він мав стати другим кораблем типу «Месудіє».
Разом із двома кораблями типу «Бельіль» та «Нептуном», «Суперб» був примусово викуплений британським урядом під час загрози війни з Росією у 1878 році.

## Конструкція
Оригінальні креслення корабля демонструють, що він являв би собою збільшений у розмірах «Геркулес» з потужнішим озброєнням та товстішою бронею. Проте корабель був значно перебудований  після  придбання, що призвело до п’ятирічної перерви між його спуском на воду і завершенням будівництва.  Ют і бак були збільшені, що дозволило броненосцеві нести шістнадцять десятидюймових дульнозарядних гармат. Це була найбільша кількість важких гармат єдиного калібру, які коли-небудь були на британському лінійному кораблі. Броненосець також отримав прожектори, торпедне обладнання, додаткові вугільні бункери та додаткові каюти.
У оригінальному проєкті жилові приміщення були надзвичайно високими. Під час  перебудови було додано додаткову палубу приблизно на п’ять футів нижче балок, щоб використовувати її для вивішування гамаків. Цю палубу завжди називали «рабською».
Незважаючи на те, що «Суперб» мав можливість рухатися під вітрилом, і для цього був оснащений як барк, виявилося, що ним не можна керувати без роботи парової машини.
У нього був корабель-побратим «Месудіє», який, як і було заплановано, був отриманий Османським флотом.

## Історія служби
4 жовтня 1880 року він був зарахований до складу флоту у Чатемі і був направлений для служби в Середземному морі, де залишався протягом семи років. Корабель брав участь у бомбардуванні Александрії під командуванням капітана Томаса Ле Ханта Варда. Броненосець випустив 310 снарядів 10-дюймового калібру по єгипетських фортах. Натомість у «Суперб» влучило 10 снарядів, сім з них по броні, без втрат серед екіпажу.
Після реконструкції в Чатемі з 1887 по 1891 рік він був охоронним кораблем на Клайді до 1894 року, коли «Суперб» перейшов у резерв флоту. Єдиний випадок, коли корабель знову вийшов у море, відбувся під час маневрів 1900 року. Капітан Росслін Віімс (Rosslyn Wemyss)  був призначений командувати кораблем 25 листопада 1902 і займав відповідну посаду кілька місяців до весни наступного року. У 1904 році корабель використовувався як додатковий плавучий шпиталь для інфекційних випадків, поки його не продали в 1906 році.